# Isoflupredone
L'isoflupredone, conosciuto anche con il nome di deltafludrocortisone o 9α-fluroprednisolone, è un corticosteroide glucocorticoide sintetico mai messo sul mercato. La molecola ester acetata, l'isoflupredone acetato, è usato come medicinale veterinario.